# M'Chouneche
M'Chouneche (în arabă مشونش) este o comună din provincia Biskra, Algeria.
Populația comunei este de 10.107 locuitori (2008).